# Tomasz Kuszczak
Tomasz Mirosław Kuszczak (phát âm tiếng Ba Lan: [ˈtɔmaʂ ˈkuʂt͡ʂak] ⓘ; sinh ngày 20 tháng 3 năm 1982) là một thủ môn bóng đá gần đây nhất thi đấu cho Birmingham City.
Sinh ra ở Krosno Odrzańskie, Kuszczak từng thi đấu cho Śląsk Wrocław ở Ba Lan, KFC Uerdingen 05 và Hertha BSC, trước khi tới Anh năm 2004 để thi đấu cho West Bromwich Albion. Mùa hè năm 2006 anh chuyển tới Manchester United và năm 2012 anh gia nhập Brighton & Hove Albion. Sau khi có nửa mùa giải 2014–15 cùng với Wolverhampton Wanderers, anh ký hợp đồng với Birmingham City vào hè năm 2015.
Kuszczak có 14 trận bắt cho U-21 Ba Lan và có 11 trận đấu cho Đội tuyển bóng đá quốc gia Ba Lan. Anh tham dự Giải vô địch bóng đá thế giới 2006.